# Lohja Lionesses 2024
Questa voce raccoglie le informazioni riguardanti le Lohja Lionesses nelle competizioni ufficiali della stagione 2024.

## Naisten II-divisioona 2024

### Stagione regolare
| Pirkkala 12 maggio 2024, ore 13:00 1ª giornata | Pirkkala Spartans | 14 – 50 (0-14 7-18 7-12 0-6) referto | Lohja Lionesses | Pirkkalan keskuskenttä |

| Lohja 16 giugno 2024, ore 13:00 2ª giornata | Lohja Lionesses | 48 – 0 (14-0 14-0 7-0 13-0) referto | Pirkkala Spartans | Ojamon kenttä |

## Statistiche di squadra
| Competizione      | %Vittorie | In casa | In casa | In casa | In casa | In casa | In casa | In trasferta | In trasferta | In trasferta | In trasferta | In trasferta | In trasferta | Totale | Totale | Totale | Totale | Totale | Totale |
| Competizione      | %Vittorie | G       | V       | N       | P       | Pf      | Ps      | G            | V            | N            | P            | Pf           | Ps           | G      | V      | N      | P      | Pf     | Ps     |
| ----------------- | --------- | ------- | ------- | ------- | ------- | ------- | ------- | ------------ | ------------ | ------------ | ------------ | ------------ | ------------ | ------ | ------ | ------ | ------ | ------ | ------ |
| Stagione regolare | 1.000     | 1       | 1       | 0       | 0       | 48      | 0       | 1            | 1            | 0            | 0            | 50           | 14           | 2      | 2      | 0      | 0      | 98     | 14     |
| Totale            | 1.000     | 1       | 1       | 0       | 0       | 48      | 0       | 1            | 1            | 0            | 0            | 50           | 14           | 2      | 2      | 0      | 0      | 98     | 14     |